# Parlamentswahl in Usbekistan 2019/20

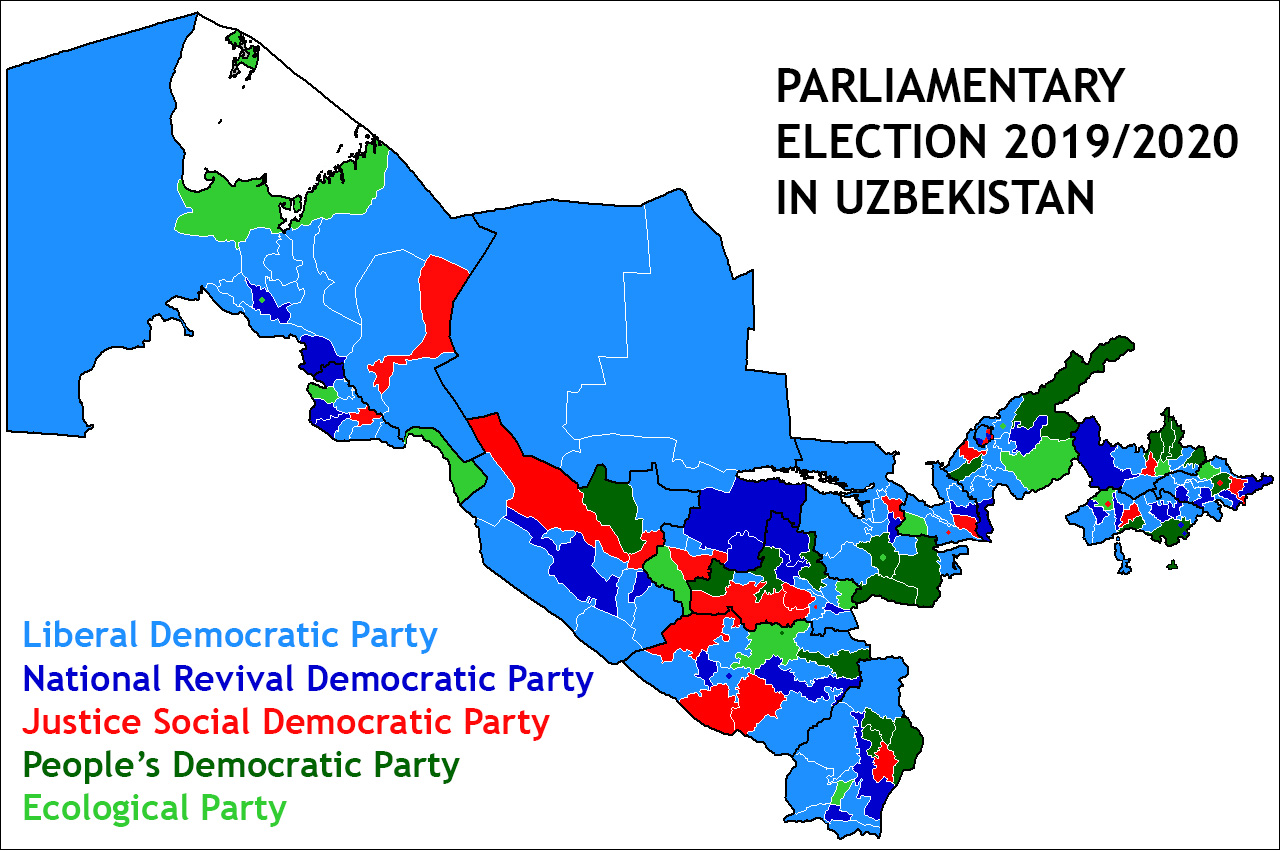
Karte der Wahlbezirke, eingefärbt nach der Partei des siegreichen Kandidaten

Die Parlamentswahl in Usbekistan 2019/20 wurde am 22. Dezember 2019 mit einer Stichwahl am 5. Januar 2020 in der Republik Usbekistan abgehalten. Die Wahl war die erste Parlamentswahl nach dem Tod des langjährigen Präsidenten Islom Karimov im Jahr 2016, infolgedessen Shavkat Mirziyoyev neuer Präsident des Landes wurde.

## Wahlsystem
Die 150 Abgeordneten im Oliy Majlis, dem Unterhaus des usbekischen Parlaments, wurden durch eine Mehrheitswahl in landesweit 150 Wahlbezirken gewählt. Ein Kandidat zog in das Unterhaus des Parlaments ein, wenn er in seinem Wahlbezirk eine absolute Mehrheit der abgegebenen Stimmen auf sich vereinen konnte. Des Weiteren war eine Wahlbeteiligung von mindestens 33 % für die Gültigkeit des Ergebnisses eines Wahlbezirks vorgeschrieben. Erreichte keiner der Kandidaten eine absolute Mehrheit oder wurde die vorgeschriebene Wahlbeteiligung verfehlt, wurde zwei Wochen nach dem ersten Wahlgang in dem betroffenen Wahlbezirk ein zweiter Wahlgang abgehalten. Nach einer Wahlrechtsreform im Juni 2019 wurde die festgeschriebene Zahl von 15 Mandaten für die Ökologische Bewegung gestrichen. Diese Mandate waren zuvor neben den gewählten Abgeordneten aus 135 Wahlbezirken auf einem Kongress der Ökologischen Bewegung vergeben worden. Die Ökologische Bewegung trat nach der Wahlrechtsreform als Ökologische Partei regulär bei der Wahl an, die Zahl der Wahlbezirke wurde von 135 auf 150 erhöht, um die Anzahl der Delegierten bei 150 zu belassen. Diese Maßnahme entsprach einer Empfehlung der Organisation für Sicherheit und Zusammenarbeit in Europa (OSZE), die die Reservierung von Mandaten für die Ökologische Bewegung im Anschluss an vorangegangenen Parlamentswahlen als undemokratisch kritisiert hatte. Das Stimmrecht galt für alle usbekischen Staatsbürger, die zum Zeitpunkt der Wahl mindestens 18 Jahre alt waren. Ausgenommen waren lediglich Personen, die von Gerichten aufgrund einer geistigen Behinderung oder einer psychischen Störung als rechtlich unfähig eingestuft worden waren. Das passive Wahlrecht galt für usbekische Staatsbürger im Alter von mindestens 25 Jahren, die über einen Zeitraum von fünf Jahren vor dem Wahltag einen permanenten Wohnsitz in Usbekistan nachweisen konnten. Die Aufstellung der Kandidaten ging ausschließlich von den registrierten Parteien des Landes aus. Diese nominierten Kandidaten für die einzelnen Wahlbezirke. Dabei galt eine Frauenquote von mindestens 30 % für die Kandidaten jeder Partei.

## Hintergrund
Die Wahl wurde aufgrund des reformorientierten Kurses des Präsidenten Mirziyoyev mit Spannung erwartet. Während der Ära Karimov wurden Wahlen in Usbekistan von westlichen Beobachtern stets als weder frei noch fair eingestuft worden, insbesondere aufgrund der Unterdrückung der Opposition. An den neuen Präsidenten knüpften sich Hoffnungen auf politische Reformen und eine fortschreitende Demokratisierung. Unter dem Motto Neues Usbekistan – Neue Wahlen warb Mirziyoyev öffentlich für seinen Kurs und kündigte transparente und verfassungsgemäße Wahlen an. Zudem liberalisierte er die Medienlandschaft in Usbekistan, entsperrte die Internetauftritte ausländischer Medien und akkreditierte kritische Journalisten. Die Reformen in Usbekistan führten dazu, dass die OSZE ankündigte, erstmals eine vollwertige Beobachtermission zur Begleitung des Wahlgeschehens zu entsenden. Zeitgleich kam es mit dem Beginn des Winters zu größeren Protesten, vor allem in Karakalpakistan und Andijon. Grund für diese Proteste war die mangelnde Versorgung mit Erdgas und elektrischem Strom, die insbesondere im Winter zu großen Problemen für die einfache Bevölkerung führt. Die Proteste blieben zwar lokal begrenzt und kaum koordiniert, stellten aber im autoritär geführten Usbekistan ein bedeutendes Ereignis dar.

## Parteien und Kandidaten
Im Vorfeld der Parlamentswahl 2019/20 wurden fünf Parteien vom usbekischen Justizministerium registriert. Mit der Liberaldemokratischen Partei, der Volksdemokratischen Partei Usbekistans, Milliy Tiklanish und der sozialdemokratischen Partei Adolat traten die vier Parteien, die bei der vorangegangenen Parlamentswahl zur Wahl gestanden hatten, erneut an. Hinzu kam die Ökologische Partei, die nach der Wahlrechtsreform ebenfalls zur Wahl stand und den Status einer regulären Partei innehatte. Die Liberaldemokratische Partei Usbekistans gilt als die größte und wichtigste Partei des Landes und war aus der Parlamentswahl in Usbekistan 2014/15 als stärkste Fraktion hervorgegangen. Als größter Konkurrent der Regierungspartei galt die nationalkonservativ ausgerichtete Partei Milliy Tiklanish, die ihren Stimmanteil über die vergangenen Wahlen hinweg stetig ausbauen konnte. Prägend für die politische Landschaft in Usbekistan ist das Fehlen einer wirklichen Opposition. Sämtliche registrierten Parteien bekannten sich trotz unterschiedlicher inhaltlicher Schwerpunkt eindeutig zu Präsident Mirziyoyev, sodass in Usbekistan weiterhin ein Mangel an politischem Pluralismus vorherrschte. Bei der Aufstellung der Kandidaten wurden im Vergleich zu vorherigen Wahlen mehr weibliche und insgesamt jüngere Kandidaten nominiert.

## Wahlkampf
Der Wahlkampf erfolgte gemäß der Verfassung in enger Abstimmung der registrierten Parteien mit der Zentralen Wahlkommission, die bei der Organisation von Wahlkampfveranstaltungen eine bedeutende Rolle spielte. Der Wahlkampf zerfiel in zwei Phasen, die in ihrer Gestaltung deutlich voneinander abzugrenzen waren. Erstens die Anfangsphase des Wahlkampfs vom 20. September zum 17. November, dem Stichtag zur Registrierung der Kandidaten. In dieser Phase wurden große, zentrale Wahlkampfveranstaltungen von den Parteigremien organisiert, bei denen die Parteien ihr Programm und führende Politiker präsentierten und einer breiten Öffentlichkeit bekannt machten. In einer zweiten Phase vom 18. November bis zum 20. Dezember fand das Wahlkampfgeschehen vor allem auf lokaler Ebene statt und wurde maßgeblich von den einzelnen Kandidaten in ihrem jeweiligen Wahlbezirk organisiert. Für den 21. Dezember und den darauffolgenden Wahltag galt ein Verbot jeglicher Wahlkampfaktivitäten, das auch für die Veröffentlichung von Meinungsumfragen galt. Das Verbot wurde flächendeckend eingehalten, sodass der Wahlkampf bereits am 20. Dezember endete.
Inhaltlich bestand zwischen sämtlichen Parteien Einigkeit über die Bewertung des Präsidenten, der von allen fünf registrierten Parteien gelobt und unterstützt wurde. Diese Tatsache verdeutlichte den mangelnden Pluralismus in Usbekistan und die anhaltende Unterdrückung der Opposition auch unter dem neuen Präsidenten Mirziyoyev. Zu den Schwerpunkten des Wahlkampfs gehörten die Themenbereiche wirtschaftliche Entwicklung, Bekämpfung von Arbeitslosigkeit, Verbesserung des Gesundheitssystems, Energiepolitik und Soziale Sicherheit. Ein bemerkenswerter Aspekt des Wahlkampfs war die Forderung eines Politikers der Ökologischen Partei während einer Fernsehdebatte, ein Kernkraftwerk in Usbekistan zu errichten. Dieser energiepolitische Vorstoß seitens einer ökologisch ausgerichteten Partei stellte eine außergewöhnliche Positionierung dar, war aber wohl mit der Tatsache zu begründen, dass auch Präsident Mirziyoyev für ein solches Projekt warb. Insgesamt gab es während des Wahlkampfs allerdings kaum inhaltliche Diskussionen, was den Eindruck mangelnden politischen Wettbewerbs erzeugte.
Um im Wahlkampf Chancengleichheit herzustellen, wurden die meisten Wahlkampfveranstaltungen von der Zentralen Wahlkommission oder deren lokalen Ablegern organisiert. Dies führte zu einem hohen Maß an Gleichförmigkeit hinsichtlich der Gestaltung des Wahlkampfs und schränkte die Parteien bei der Entwicklung eigener Strategien und Formate stark ein. Zudem wurden sämtliche Ausgaben im Rahmen des Wahlkampfs durch ein staatliches Budget gedeckt, dessen Höhe sich nach der Anzahl der registrierten Kandidaten einer jeden Partei richtete. Die Annahme von Zahlungen aus dem Ausland oder von Privatpersonen war untersagt. Zu den wichtigsten Formen des Wahlkampfs gehörten kleinere Veranstaltungen mit einem Kandidaten und einigen Wählern, die Verteilung von Flugblättern, Debatten im Fernsehen und Wahlwerbung über Social Media. Insgesamt war die mediale Berichterstattung rund um die Wahl in Usbekistan eher gering, insbesondere staatliche Medien beschränkten sich auf die durchgehend positive Darstellung des Handels des Präsidenten. Die erstmals abgehaltenen Fernsehdebatten wurden hingegen als ein Schritt zu einer verstärkten Debattenkultur im Wahlkampf angesehen. Auch die Nutzung sozialer Medien sorgte für eine größere Wahrnehmung des Wahlkampfs, blieb aber auf überschaubarem Niveau.

Verteilung der Sitze nach der Wahl:
Liberaldemokratische Partei Usbekistans: 53
Milliy Tiklanish: 36
Adolat: 24
Volksdemokratische Partei Usbekistans: 22
Ökologische Bewegung Usbekistans: 15

## Ergebnis
Das offizielle Endergebnis der Wahl wurde von der Zentralen Wahlkommission bekannt gegeben. Demnach gaben insgesamt 13.963.627 usbekische Staatsbürger ihre Stimme ab, 112.411 davon aus dem Ausland. Die Wahlbeteiligung wurde mit 67,8 % angegeben, wobei von den Wahlberechtigten im Inland 73,3 % ihr Stimmrecht wahrnahmen, während es im Ausland lediglich 6,6 % waren. In 125 Wahlbezirken errang einer der Kandidaten bereits im ersten Wahlgang die absolute Mehrheit der abgegebenen Stimmen, in den übrigen 25 Bezirken wurden Stichwahlen abgehalten. Die Verteilung der Sitze im neu zusammengesetzten Unterhaus stellte sich folgendermaßen dar:
| Partei                                | Sitze | Veränderung zu 2014/15 |
| ------------------------------------- | ----- | ---------------------- |
| Liberaldemokratische Partei           | 53    | +1                     |
| Milliy Tiklanish                      | 36    | ±0                     |
| Adolat                                | 24    | +4                     |
| Volksdemokratische Partei Usbekistans | 22    | −5                     |
| Ökologische Partei                    | 15    | ±0                     |
| gesamt                                | 150   | 0                      |

Die Veränderungen der Fraktionsstärken blieb insgesamt überschaubar. Die Liberaldemokratische Partei konnte ihren Status als stärkste Fraktion festigen, verfehlte aber eine absolute Mehrheit der Stimmen im Unterhaus deutlich. Ein anhaltender Trend sind die Stimmverluste der Volksdemokratischen Partei, die erneut Mandate verlor. Diese wurden maßgeblich von den Sozialdemokraten der Partei Adolat übernommen, die mit 24 Sitzen ihr historisch bestes Ergebnis bei einer Parlamentswahl erzielte. Die Ökologische Partei gewann genau die 15 Mandate, die ihr zuvor per Gesetz zustanden und blieb somit in gleichbleibender Fraktionsstärke vertreten. Eine weitere Entwicklung war der stark erhöhte Anteil weiblicher Abgeordneten, deren Anzahl sich von 24 in der vergangenen Legislaturperiode auf 48 verdoppelte.
Am 20. Januar trat das Parlament zusammen und bestätigte Nurdinjon Ismoilov im Amt des Sprechers des Parlaments. Am 22. Januar wurde das neue Kabinett unter Premierminister Abdulla Aripov von der Liberaldemokratischen Partei vom Parlament bestätigt. Mit der Zusammensetzung des neu gewählten Parlaments war Präsident Mirziyoyev der Rückhalt des Parlaments gewiss.

## Bewertung
Die Wahl wurde von zahlreichen nationalen und internationalen Beobachtern überwacht. Auf lokaler Ebene waren insgesamt 140.000 Beobachter von Parteien, Behörden und Organisationen im Einsatz und beobachteten den Ablauf der Wahl. Zudem waren mehr als 800 internationale Beobachter von internationalen Organisationen vor Ort, darunter Teams der Shanghaier Organisation für Zusammenarbeit, der Gemeinschaft Unabhängiger Staaten und erstmals auch eine Beobachtermission der OSZE, die als Reaktion auf demokratische Reformen des Wahlrechts in das zentralasiatische Land entsandt worden war. Die Beobachter der OSZE lobten die verbesserten rechtlichen Rahmenbedingungen, die professionellere Organisation der Wahl und den friedlichen Ablauf der Wahl. Ebenso kritisierten sie allerdings die weiterhin bestehenden Mängel der usbekischen Demokratie, die insbesondere in der Einschränkung der Meinungsfreiheit und der Unterdrückung der Opposition bestanden. Diese Einschränkungen schwächten den politischen Wettbewerb und den Pluralismus in Usbekistan. Zudem wurden trotz administrativer und rechtlicher Verbesserungen zahlreiche Unregelmäßigkeiten beim Ablauf der Wahl festgestellt, darunter zahlreiche Fälle von mehrfacher Stimmabgabe und von Stimmabgaben ohne hinreichende Identifikation durch gültige Ausweisdokumente. Insgesamt kamen die OSZE-Beobachter in ihrem Abschlussbericht zu dem Fazit, dass die Wahl demokratische Standards verfehlt habe. Die Beobachter der Gemeinschaft Unabhängiger Staaten zogen ein durchweg positives Fazit und bewerteten die Parlamentswahl als demokratisch und transparent. Auch seitens der Shanghaier Organisation für Zusammenarbeit wurde die Wahl als frei, legitim und demokratisch gelobt.